# Сікаленко Максим Анатолійович
Максим Анатолійович Сікаленко — полковник Збройних сил України, учасник російсько-української війни, що загинув у ході російського вторгнення в Україну в 2022 році.
Народився у місті Євпаторія. Закінчив Харківський інститут льотчиків ВПС, де отримав спеціалізацію «Льотна експлуатація та бойове застосування літальних апаратів» і фах офіцера військового управління тактичного рівня. Потім навчався за спеціальністю «Літаки та вертольоти» в Національному аерокосмічному університеті імені Миколи Жуковського.
У 1999—2004 роках проходив службу на Івано-Франківщині. З 2004-го служив у складі 7-ї бригади тактичної авіації імені Петра Франка Повітряних Сил ЗСУ.
З початку російсько-української війни 2014 року Максим брав участь в АТО/ООС на Донбасі. Виконував бойові вильоти. Неодноразово був відзначений державними нагородами.
Пройшов шлях від старшого льотчика до командира бригади. На останню посаду офіцер був призначений у лютому 2022 року.
Загинул під час виконання бойового завдання з мінування ділянки дороги 30 березня 2022 року в Кіровоградській області, Кропивницькому районі, селі Канатове.

## Нагороди
- орден «Богдана Хмельницького» III ступеня (2022, посмертно) — за особисту мужність і самовіддані дії, виявлені у захисті державного суверенітету та територіальної цілісності України, вірність військовій присязі[2].